# Пиацца, Вилсон
Ви́лсон Оливе́йра да Си́лва Пиа́цца (порт. Wilson Oliveira da Silva Piazza; 25 февраля 1943, Рибейран-дас-Невис, Бразилия) — бразильский футболист, защитник и полузащитник.

## Карьера

### Клубная
Вилсон Пиацца родился 25 февраля 1943 года в городе Рибейран-дас-Невис, штат Минас-Жерайс, в семье Жозе Пиацци и Режины Да Силва Пиаццы. Семья была небогатая, а потому уже в возрасте 15-ти лет Пиацца покинул школу, чтобы пойти работать. Он устроился в офис фирмы Авинида Антонио Карлос, занимавшейся производством шин. Компания имела свою команду, в которой Пиацца быстро стал лидером. После нескольких лет работы в Авиниде, он ушёл работать в банк Меркантил Де Минас-Жерайс, уже начав думать о том, чтобы бросить футбол в пользу карьеры банковского сотрудника, но всё же любовь к футболу не отпускала Пиаццу: некоторое время ему приходилось играть в футбол до полудня, а с 12 до 9 вечера работать в банке, где он занимался сведением ежедневного банковского баланса. Иногда работы было так много, что Пиацца оставался в банке до полуночи и даже спал в банке, не в силах идти домой.

«Я хотел быть профессионалом. Даже если бы я должен был играть в худшей команде в мире, я бы заставил эту мечту осуществиться»
В возрасте 18 лет Пиацца начал играть за клуб «Ренаскенса», на тот момент являвшимся любительским клубом, где он провёл 3 сезона, став одним из самых сильных полузащитников штата. Одновременно с этим, Пиацца работал в банке, откуда ушёл лишь после перехода в «Крузейро», который состоялся в 1965 году, дебютировав в матче с «Сантосом», ведомым Пеле. Игра завершилась со счётом 4:3 в пользу «Крузейро». В первый же год Пиацца, вместе с командой, победил в чемпионате штата, а затем и в кубке Бразилии. Через год клуб выиграл свой второй титул лучшей команды штата, а всего выигрывал 10 лиги Минейро. Правда 1968 год прошёл почти без участия Пиацца, он сломал ногу в матче сборной с Уругваем на Маракане, получив удар от Луиса Кубильи. Атмосфера в клубе стояла почти братская, все игроки, за исключением одного были родом из штата Минас-Жерайс, что помогало командной игре. Всего за «Крузейро» с 1964 по 1979 год Пиацца провёл 559 игр и забил 39 голов.

### В сборной
В 1967 году Пиацца был вызван в сборную Бразилии, искавшую новых игроков после провала в Англии. В национальной команде он завоевал место в основе, составив дуэт центральных полузащитников с Жерсоном. Но с появлением в сборной Клодоалдо, Пиацца было предложено место в центре обороны, от которого тот отказался. Но всё же, чтобы играть в составе национальной команды, Пиацца был вынужден уступить главному тренеру команды Марио Загало и перейти в оборону. Перевод талантливого хавбека в оборону вызвал бурные дебаты в бразильской прессе, даже мама футболиста просила на страницах газет о возвращении сыну его традиционного места на поле. Наибольшей проблемой для самого футболиста виделся его малый рост, который, в борьбе с чемпионами мира, англичанами, мог привести к фатальным последствиям для команды. На самом чемпионате мира, опасения Пиаццы не оправдались, единственную проблему составлял матч с Англией, которая несколько раз грубо сфолила, но Пиацца отказался мстить родоначальникам футбола, сосредоточившись на игре. Несколько матчей на турнире провёл Пиацца и на позиции центрального полузащитника, заменяя Клодоалдо. На чемпионат мира 1974 Пиацца поехал в качестве запасного игрока и провёл лишь 3 игры. Всего за сборную Пиацца провёл 66 матчей и забил 6 голов.
| №  | Дата             | Соперник     | Счёт | Голы | Турнир                    |
| 1  | 25 июня 1967     | Уругвай      | 0:0  | -    | Кубок Рио-Бранко          |
| 2  | 28 июня 1967     | Уругвай      | 2:2  | -    | Кубок Рио-Бранко          |
| 3  | 1 июля 1967      | Уругвай      | 1:1  | -    | Кубок Рио-Бранко          |
| 4  | 9 июня 1968      | Уругвай      | 2:0  | -    | Кубок Рио-Бранко          |
| 5  | 12 июня 1968     | Уругвай      | 4:0  | -    | Кубок Рио-Бранко          |
| 6  | 7 апреля 1969    | Перу         | 2:1  | -    | Товарищеский матч         |
| 7  | 9 апреля 1969    | Перу         | 3:2  | -    | Товарищеский матч         |
| 8  | 6 августа 1969   | Колумбия     | 2:0  | -    | Отборочный матч к ЧМ 1970 |
| 9  | 10 августа 1969  | Венесуэла    | 5:0  | -    | Отборочный матч к ЧМ 1970 |
| 10 | 17 августа 1969  | Парагвай     | 3:0  | -    | Отборочный матч к ЧМ 1970 |
| 11 | 21 августа 1969  | Колумбия     | 6:2  | -    | Отборочный матч к ЧМ 1970 |
| 12 | 24 августа 1969  | Венесуэла    | 6:0  | -    | Отборочный матч к ЧМ 1970 |
| 13 | 31 августа 1969  | Парагвай     | 1:0  | -    | Отборочный матч к ЧМ 1970 |
| 14 | 4 марта 1970     | Аргентина    | 0:2  | -    | Товарищеский матч         |
| 15 | 8 марта 1970     | Аргентина    | 2:1  | -    | Товарищеский матч         |
| 16 | 29 апреля 1970   | Австрия      | 1:0  | -    | Товарищеский матч         |
| 17 | 3 июня 1970      | Чехословакия | 4:1  | -    | Чемпионат мира 1970       |
| 18 | 7 июня 1970      | Англия       | 1:0  | -    | Чемпионат мира 1970       |
| 19 | 10 июня 1970     | Румыния      | 3:2  | -    | Чемпионат мира 1970       |
| 20 | 14 июня 1970     | Перу         | 4:2  | -    | Чемпионат мира 1970       |
| 21 | 17 июня 1970     | Уругвай      | 3:1  | -    | Чемпионат мира 1970       |
| 22 | 21 июня 1970     | Италия       | 4:1  | -    | Чемпионат мира 1970       |
| 23 | 30 сентября 1970 | Мексика      | 2:1  | -    | Товарищеский матч         |
| 24 | 11 июля 1971     | Австрия      | 1:1  | -    | Товарищеский матч         |
| 25 | 14 июля 1971     | Чехословакия | 1:0  | -    | Товарищеский матч         |
| 26 | 18 июля 1971     | Югославия    | 2:2  | -    | Товарищеский матч         |
| 27 | 21 июля 1971     | Венгрия      | 0:0  | -    | Товарищеский матч         |
| 28 | 28 июля 1971     | Аргентина    | 1:1  | -    | Кубок Рока                |
| 29 | 31 июля 1971     | Аргентина    | 2:2  | -    | Кубок Рока                |
| 30 | 27 мая 1973      | Боливия      | 5:0  | -    | Товарищеский матч         |
| 31 | 3 июня 1973      | Алжир        | 2:0  | -    | Товарищеский матч         |
| 32 | 6 июня 1973      | Тунис        | 4:1  | -    | Товарищеский матч         |
| 33 | 9 июня 1973      | Италия       | 0:2  | -    | Товарищеский матч         |
| 34 | 13 июня 1973     | Австрия      | 1:1  | -    | Товарищеский матч         |
| 35 | 16 июня 1973     | ФРГ          | 1:0  | -    | Товарищеский матч         |
| 36 | 25 июня 1973     | Швеция       | 0:1  | -    | Товарищеский матч         |
| 37 | 30 июня 1973     | Шотландия    | 1:0  | -    | Товарищеский матч         |
| 38 | 7 апреля 1974    | Чехословакия | 1:0  | -    | Товарищеский матч         |
| 39 | 14 апреля 1974   | Болгария     | 1:0  | -    | Товарищеский матч         |
| 40 | 17 апреля 1974   | Румыния      | 2:0  | -    | Товарищеский матч         |
| 41 | 21 апреля 1974   | Гаити        | 4:0  | -    | Товарищеский матч         |
| 42 | 28 апреля 1974   | Греция       | 0:0  | -    | Товарищеский матч         |
| 43 | 1 мая 1974       | Австрия      | 0:0  | -    | Товарищеский матч         |
| 44 | 12 мая 1974      | Парагвай     | 2:0  | -    | Товарищеский матч         |
| 45 | 13 июня 1974     | Югославия    | 0:0  | -    | Чемпионат мира 1974       |
| 46 | 18 июня 1974     | Шотландии    | 0:0  | -    | Чемпионат мира 1974       |
| 47 | 22 июня 1974     | Заир         | 3:0  | -    | Чемпионат мира 1974       |
| 48 | 31 июля 1975     | Венесуэла    | 4:0  | -    | Кубок Америки 1975        |
| 49 | 6 августа 1975   | Аргентина    | 2:1  | -    | Кубок Америки 1975        |
| 50 | 30 сентября 1975 | Перу         | 1:3  | -    | Кубок Америки 1975        |
| 51 | 4 октября 1975   | Перу         | 2:0  | -    | Кубок Америки 1975        |

Итого: 51 матч; 34 победы, 13 ничьих, 4 поражения.
| №  | Дата            | Соперник                        | Счёт | Голы | Турнир            |
| 1  | 23 июня 1967    | Гремио                          | 1:1  | -    | Товарищеский матч |
| 2  | 6 июля 1969     | Баия                            | 4:0  | -    | Товарищеский матч |
| 3  | 13 июля 1969    | Сборная штата Пернамбуку        | 6:1  | -    | Товарищеский матч |
| 4  | 1 августа 1969  | Мильонариос                     | 2:0  | -    | Товарищеский матч |
| 5  | 3 сентября 1969 | Атлетико Минейро                | 1:2  | -    | Товарищеский матч |
| 6  | 5 апреля 1970   | Сборная штата Амазонас          | 4:1  | -    | Товарищеский матч |
| 7  | 6 мая 1970      | Сборная Гвадалахары             | 3:0  | -    | Товарищеский матч |
| 8  | 17 мая 1970     | Сборная Леона                   | 5:2  | -    | Товарищеский матч |
| 9  | 24 мая 1970     | Ирапуато                        | 3:0  | -    | Товарищеский матч |
| 10 | 13 июня 1972    | Гамбург                         | 2:0  | -    | Товарищеский матч |
| 11 | 17 июня 1972    | Сборная штата Риу-Гранди-ду-Сул | 3:3  | -    | Товарищеский матч |
| 12 | 3 июля 1973     | Объединённая сборная Ирландии   | 4:3  | -    | Товарищеский матч |
| 13 | 19 декабря 1973 | Сборная легионеров              | 2:1  | -    | Товарищеский матч |
| 14 | 26 мая 1974     | Сборная юго-запада ФРГ          | 3:2  | -    | Товарищеский матч |
| 15 | 30 мая 1974     | Страсбур                        | 1:1  | -    | Товарищеский матч |
| 16 | 3 июня 1974     | Сборная Базеля                  | 5:2  | -    | Товарищеский матч |
| 17 | 6 октября 1976  | Фламенго                        | 0:2  | -    | Товарищеский матч |

Итого: 17 матчей; 12 побед, 3 ничьих, 2 поражения.

## Достижения

### Командные
Сборная Бразилии
- Чемпион мира: 1970
- Обладатель Кубка Рио-Бранко (2): 1967, 1968
- Обладатель Кубка Рока: 1971

 «Крузейро»
- Обладатель Кубка Бразилии: 1966
- Финалист Кубка Робертао: 1969
- Серебряный призёр чемпионата Бразилии (2): 1974, 1975
- Бронзовый призёр чемпионата Бразилии: 1973
- Чемпион штата Минас-Жерайс (10): 1965, 1966, 1967, 1968, 1969, 1972, 1973, 1974, 1975, 1977
- Серебряный призёр чемпионата штата Минас-Жерайс (5): 1970, 1971, 1976, 1978, 1979
- Обладатель Кубка Либертадорес: 1976
- Финалист Кубка Либертадорес: 1977

### Личные
- Обладатель «Серебряного мяча» Бразилии: 1972

## Последующая карьера
Завершив игровую карьеру, Пиацца остался в спорте. Он является основателем Ассоциации гарантий для профессиональных спортсменов. А также более  50 лет занимает пост президента Ассоциации гарантий для профессиональных спортсменов штата Минас-Жерайс.